# Châteauneuf-Miravail
Châteauneuf-Miravail település Franciaországban, Alpes-de-Haute-Provence megyében. Lakosainak száma 75 fő (2022. január 1.). Châteauneuf-Miravail Curel, L’Hospitalet, Lardiers, La Rochegiron, Saint-Vincent-sur-Jabron és Montfroc községekkel határos.

## Népesség
A település népességének változása:
| Lakosok száma | 54   | 71   | 57   | 75   | 76   | 72   | 69   | 72   | 73   | 75   |
|               | 1968 | 1982 | 1990 | 2006 | 2013 | 2015 | 2017 | 2019 | 2020 | 2022 |